# Scotch mist
Scotch mist는 2007년 12월 31일, 영국 밴드 라디오헤드가 새 앨범 《In Rainbows》의 발매와 관련해서 방영한 웹캐스트이다. 라디오헤드는 radiohead.tv를 통해 실시간으로 비디오를 내보냈다.

## 수록곡
1. "Weird Fishes/Arpeggi"
2. "Bodysnatchers"
3. "Jigsaw Falling into Place"
4. "Faust Arp"
5. "15 Step"
6. "Videotape"
7. "Reckoner"
8. "House of Cards"
9. "All I Need"
10. "Nude"

## 구성
Scotch Mist는 연주부분과, 각 곡 사이의 짤막한 영상으로 이루어져 있다. 각 영상은 다음과 같다.
- 처음 : 타이틀과 scotch에 대한 정의, 크레딧이 나온 후 안개가 낀 숲의 화면이 잠시 나온다.
- "Weird Fishes/Arpeggi" 연주 후 : 불타는 글자("Good Night"이라고 써있는 것으로 추정된다) 앞에서 달려오는 멤버들의 모습이 초저속으로 재생된다.
- "Bodysnatchers" 연주 후 : 라디오헤드의 블로그에 올라갔던 그림으로 제작한 애니메이션과, 숲의 화면이 나온다. 숲 장면에서는 누군가의 웃음소리가 들린다(톰 요크로 추정된다).
- "Jigsaw Falling into Place" 연주 후 : 노란 색의 바다 영상과 누군가의 독백이 재생된다.
- "Faust Arp" 연주 후 : 처음보다 더 가까운 곳에서 달려오는 멤버들의 영상이 재생된다.
- "15 Step" 연주 후 : 숲의 화면(화면 아래쪽에 scotch_mist라는 글자가 있고, 괴기한 소리가 들림)과, 독백(붉은 나무의 모습이 함께 나옴), CG화면이 재생된다.
- "Videotape" 연주 후 : 달리는 멤버들의 영상, 괴기한 CG화면이 재생된다.
- "Reckoner" 연주 후 : 달리는 멤버들의 영상.
- "House of Cards" 연주 후 : 달리는 멤버들의 영상, 독백(푸른 마을들의 모습이 함께 나옴)이 재생된다.
- "Nude" 연주 후 : 불타는 글자와 애니메이션이 재생된 후, 숲의 화면이 나온다.